# Lijst van voetbalinterlands Dominica - Saint Vincent en de Grenadines
Deze lijst van voetbalinterlands is een overzicht van alle officiële voetbalwedstrijden tussen de nationale teams van Dominica en Saint Vincent en de Grenadines. De landen speelden tot op heden zeventien keer tegen elkaar. De eerste ontmoeting, een kwalificatiewedstrijd voor de Caribbean Cup 1995, werd gespeeld in Roseau op 26 maart 1995. Het laatste duel, een vriendschappelijke wedstrijd, vond plaats op 5 mei 2024 in Kingstown.

## Wedstrijden
| №  | Plaats         | Datum             | Competitie                      | Wedstrijd                          | Uitslag |
| -- | -------------- | ----------------- | ------------------------------- | ---------------------------------- | ------- |
| 1  | Roseau         | 26 maart 1995     | Caribbean Cup 1995 kwalificatie | Dominica – St. Vincent en de Gren. | 0 – 1   |
| 2  | Kingstown      | 2 april 1995      | Caribbean Cup 1995 kwalificatie | St. Vincent en de Gren. – Dominica | 0 – 1   |
| 3  | Roseau         | 28 november 1995  | Vriendschappelijk               | Dominica − St. Vincent en de Gren. | 1 − 0   |
| 4  | Saint George's | 14 maart 2001     | Vriendschappelijk               | St. Vincent en de Gren. − Dominica | 2 − 0   |
| 5  | Kingstown      | 11 september 2011 | Vriendschappelijk               | St. Vincent en de Gren. − Dominica | 1 − 0   |
| 6  | Kingstown      | 7 februari 2014   | Vriendschappelijk               | St. Vincent en de Gren. − Dominica | 3 − 2   |
| 7  | Kingstown      | 9 februari 2014   | Vriendschappelijk               | St. Vincent en de Gren. − Dominica | 0 − 0   |
| 8  | Roseau         | 3 mei 2014        | Vriendschappelijk               | Dominica − St. Vincent en de Gren. | 2 − 3   |
| 9  | Vieux Fort     | 16 mei 2015       | Vriendschappelijk               | Dominica − St. Vincent en de Gren. | 0 − 1   |
| 10 | Saint George's | 6 juli 2017       | Vriendschappelijk               | Dominica − St. Vincent en de Gren. | 2 − 2   |
| 11 | Kingstown      | 6 maart 2019      | Vriendschappelijk               | St. Vincent en de Gren. − Dominica | 2 − 1   |
| 12 | Kingstown      | 8 september 2019  | CONCACAF Nations League 2019/20 | St. Vincent en de Gren. − Dominica | 1 − 0   |
| 13 | Roseau         | 18 november 2019  | CONCACAF Nations League 2019/20 | Dominica − St. Vincent en de Gren. | 1 − 0   |
| 14 | Roseau         | 12 mei 2022       | Vriendschappelijk               | Dominica − St. Vincent en de Gren. | 2 − 1   |
| 15 | Roseau         | 15 mei 2022       | Vriendschappelijk               | Dominica − St. Vincent en de Gren. | 3 − 1   |
| 16 | Kingstown      | 2 mei 2024        | Vriendschappelijk               | St. Vincent en de Gren. − Dominica | 1 − 3   |
| 17 | Kingstown      | 5 mei 2024        | Vriendschappelijk               | St. Vincent en de Gren. − Dominica | 2 − 0   |

## Samenvatting
| Competitie                 | Totaal gespeeld | Winst Dominica | Gelijk | Winst St. Vincent en de Gren. | Doelsaldo Dominica – St. Vincent en de Gren. |
| -------------------------- | --------------- | -------------- | ------ | ----------------------------- | -------------------------------------------- |
| CONCACAF Nations League    | 2               | 1              | 0      | 1                             | 1 − 1                                        |
| Caribbean Cup-kwalificatie | 2               | 0              | 1      | 1                             | 1 − 1                                        |
| Vriendschappelijk          | 13              | 4              | 2      | 7                             | 16 − 19                                      |
| Totaal                     | 17              | 5              | 3      | 9                             | 18 − 21                                      |

DFA · 
Vrouwenvoetbalelftal van Dominica
Interlands
Tegenstander:
Amerikaanse Maagdeneilanden ·
Anguilla ·
Antigua en Barbuda ·
Aruba ·
Bahama's ·
Barbados ·
Bermuda ·
Britse Maagdeneilanden ·
Canada ·
Cuba ·
Dominicaanse Republiek ·
Grenada ·
Guatemala ·
Guyana ·
Haïti ·
Jamaica ·
Mexico ·
Nicaragua ·
Panama ·
Saint Kitts en Nevis ·
Saint Lucia ·
Saint Vincent en de Grenadines ·
Suriname ·
Trinidad en Tobago ·
Turks- en Caicoseilanden
SVGFF · A-internationals · Vrouwenelftal van Saint Vincent en de Grenadines
Amerikaanse Maagdeneilanden ·
Anguilla ·
Antigua en Barbuda ·
Aruba ·
Bahama's ·
Barbados ·
Belize ·
Bermuda ·
Britse Maagdeneilanden ·
Canada ·
Costa Rica ·
Cuba ·
Curaçao ·
Dominica ·
Dominicaanse Republiek ·
El Salvador · 
Grenada ·
Guatemala ·
Guyana ·
Haïti ·
Honduras ·
Jamaica ·
Kaaimaneilanden ·
Mexico ·
Montserrat ·
Nederlandse Antillen ·
Nicaragua ·
Puerto Rico ·
Saint Kitts en Nevis ·
Saint Lucia ·
Suriname ·
Trinidad en Tobago ·
Turks- en Caicoseilanden ·
Verenigde Staten